# Професор Мориарти
Професор Джеймс Мориарти (на английски: Professor James Moriarty) е въображаем герой и враг на детектива Шерлок Холмс в белетристиката на сър Артър Конан Дойл, който го описва като „Наполеон на престъпния свят“. Тази фраза е заимствана от един от инспекторите на Скотланд Ярд по делото на Адам Уорт – известен престъпник от XIX век, който служи за прототип на литературния герой Мориарти. Професор Мориарти е описан като ръководител на мощна криминална организация и зъл гений.

## Външен вид, биографични детайли
Читателите се запознават с легендарния злодей от описанието на Холмс:
| „ | ...Външността му ми бе добре позната. Мориарти е извънредно висок и слаб, има високо чело, бяло и изпъкнало, а очите му са дълбоко хлътнали. Ходи гладко избръснат, лицето му е бледо и аскетично, все още запазило нещо от излъчването на бившия професор. Раменете му са приведени от дългите часове, прекарани на писалището, а издадената му напред глава постоянно се поклаща насам-натам, така че му придава донякъде вид на влечуго. (в „Последен случай“) | “ |

| „ | ...От професора би излязъл добър проповедник с това изпито лице, бяла коса и бавен говор. Когато на раздяла сложи ръка върху рамото ми, все едно беше баща, който благославя сина си, преди да го пусне в студения жесток свят. (в „Долината на страха“) | “ |

В романа „Долината на страха“ се споменава, че професор Мориарти има законен доход от 700 £ годишно (при заплата на ръководител на факултет в университет), той е неженен и по-малкият му брат, „е ръководителят на гара някъде в западната част на Англия“. В разказа „Последен случай“ доктор Уотсън разказва за съществуването на полковник Джеймс Мориарти, може би, още един брат на професора:
| „ | ...Ала наскоро публикуваните писма, в които полковник Джеймс Мориарти защити паметта на брат си, не ми оставиха друг избор, освен да хвана перото и да опиша какво се случи всъщност. (в „Последен случай“) | “ |

Доктор Уотсън си мисли, че Мориарти завлича заедно със себе си на дъното на Рейхенбахския водопад и Шерлок Холмс, но впоследствие се оказва, че това не е истина. Самият Мориарти загива при това падане.
Мориарти се споменава още в пет разказа: „Празната къща“, „Приключението със строителния предприемач от Норуд“, „Изчезналият полузащитник“, „Преди да падне завесата“ и „Знатният клиент“.
В романа на Антъни Хоровиц „Домът на коприната“, чието действие се предполага, че се провежда година преди последната битка между Холмс и Мориарти, Уотсън лично се среща с професора в дома си. Той се появява пред Уотсън като висок, слаб мъж, с дълги ръце и почти напълно плешива глава. Въпреки факта, че Мориарти е „Наполеон на престъпния свят“, в това разследване, професор иска да помогне Холмс, защото някои престъпления, дори и от гледна точка на закоравели престъпници, са неприемливи. В следващия роман на Хоровиц за Холмс – „Мориарти“, професорът отново се появява в ролята на легендарния зловещ гений.

## Адаптации
- В съветския телевизионен сериал на Игор Mаслеников на „Приключенията на Шерлок Холмс и д-р Уотсън“ от 1980 г. (серията – „Смъртоносна битка“) ролята на Мориарти се изпълнява от Виктор Евграфов (озвучен от Олег Дал).

- Сър Лорънс Оливие също е сред изпълнителите роля на Мориарти (във филма от 1976 г. „Седемпроцентен разтвор“).

- Мориарти се появява във филма на режисьора Гай Ричи за приключенията на Шерлок Холмс. В първия филм фигурата на Мориарти е показана в сянка, но във втория филм „Шерлок Холмс: Игра на сенки“, професорът става най-важният и страшен враг на прочутия детектив. Ролята на Мориарти се изпълнява от британския актьор Джаред Харис.

- Мориарти присъства и във филма „Лигата на необикновените джентълмени“, в която той, разбира се, е и главният злодей. Интересното е, че австралийският актьор Ричардс Роксбърг, който играе злодея-професор, в същото време се появява във филмите в образите на легендарния „М“, шефът на Джеймс Бонд, и във Фантомът от Операта.

- В британския телевизионен сериал „Шерлок“ през 2010 г. Мориарти за първи път се показва по такъв начин, че нито публиката, нито героите имат представа кой е той всъщност. По възраст, той е очевидно много по-млад, отколкото в оригиналната книга. Холмс го характеризира в телевизионната серия „Райхенбахския водопад“: „Това не е човек, това е един паяк. Той знае точно къде са слабостите в хората.“

## Други
- В „Долината на страха“ Холмс споменава, че професорът е автор на книгата „Движението на астероидите“. Името на тази книга (за динамиката на астероидите и интерпретацията на биноминална теорема) понякога се цитира в научната литература.

- В чест на героя е наименуван астероид „(5048) Мориарти“, открит през 1981 година.